# Marissa Jaret Winokur
Marissa Jaret Winokur (ur. 2 lutego 1973 r. w Nowym Jorku) – amerykańska aktorka. Laureatka nagrody Tony za rolę Tracy Turnblad w broadwayowskim musicalu Lakier do włosów (Hairspray). Jest także znana jako Katrina, bohaterka sitcomu stacji FOX Oczytana (Stacked, 2005-2006).

## Biogram
Urodziła się i dojrzewała w Nowym Jorku, w rodzinie żydowskiej. Jest córką nauczycielki Maxine Winokur oraz architekta Michaela Winokura. Uczęszczała do Fox Lane High School; w szkole średniej była cheerleaderką oraz kapitanem drużyny piłki nożnej. Studiowała w American Musical and Dramatic Academy.
Gdy w 2003 roku za występ w Lakierze do włosów przyznano jej nagrodę Tony oraz szereg innych wyróżnień (m.in. Drama Desk Award i Theatre World Award), Winokur została wypromowana jako aktorka. Wcześniej pojawiła się w niewielkiej roli w revivalu musicalu Grease na Broadwayu, a także zagrała wiele epizodycznych ról w filmach hollywoodzkich, takich jak American Beauty (1999), Straszny film (Scary Movie, 2000), Jak wykończyć panią T.? (Teaching Mrs. Tingle, 1999), Ten pierwszy raz (Never Been Kissed, 1999) czy Pada Shrek (Shrek the Halls, 2007). W roku 2003 wystąpiła w głównej roli w telewizyjnej komedii Urocza dziewczyna (Beautiful Girl, 2003).
Uczestniczyła w czwartej edycji programu rozrywkowego Dancing with the Stars, w którym ostatecznie zajęła czwarte miejsce. Jej tanecznym partnerem był Tony Dovolani.
7 października 2006 roku poślubiła Judah Millera, scenarzystę serialu Oczytana. Blisko dwa lata później, 22 lipca, urodziło się ich pierwsze dziecko, syn Zev Isaac Miller.
Przez pewien czas aktorka zmagała się z rakiem szyjki macicy. Ostatecznie przezwyciężyła chorobę.